# Mawana
Mawana è una suddivisione dell'India, classificata come municipal board, di 69.199 abitanti, situata nel distretto di Meerut, nello stato federato dell'Uttar Pradesh.